# Ungarische Nordostbahn

Das Streckennetz der Ungarischen Nordostbahn

Die Ungarische Nordostbahn (UNOB), ungarisch Magyar Északkeleti Vasút (MÉKV), war eine Eisenbahngesellschaft im Königreich Ungarn.

## Geschichte
Die Ungarische Nordostbahn entstand 1871 im Zuge der Bauoffensive der ungarischen Regierung. Diese konzessionierte bereits im Jahre 1868 folgende Bahnstrecken:
- Debrecen–Szatmárnémeti–Tekeháza–Máramarossziget
- Tekeháza–Csap–Kassa
- Sátoraljaújhely–Zombor
- Bátyú–Munkács

Mit dem Bau beauftragt wurde der deutsche Unternehmer Bethel Henry Strousberg, 1871 kam es dann zur Gründung der Eisenbahngesellschaft. Der Bau der konzessionierten Strecken wurde in den Jahren 1871 bis 1873 abgeschlossen.
Eröffnungsdaten der Teilstrecken
- 24. Oktober 1871: Szerencs–Sátoraljaújhely
- 25. Juni 1871: Debrecen–Nagykároly
- 7. Januar 1872: Sátoraljaújhely–Mihályi
- 16. Juni 1872: Szatmárnémeti–Királyháza–Bustyaháza
- 25. August 1872: Sátoraljaújhely–Csap
- 28. August 1872: Csap-Ungvár
- 19. November 1872: Bustyaháza–Máramarossziget
- 25. September 1871: Nagykároly–Szatmárnémeti
- 24. Oktober 1872: Csap–Királyháza
- 20. November 1872: Nyíregyháza–Kisvárda
- 4. Dezember 1872: Bátyú–Munkács
- 4. Februar 1873: Kisvárda–Csap
- 22. Oktober 1873: Mihályi–Kassa

Die Ungarische Nordostbahn führte den Betrieb auf ihren Strecken selbst. Am 1. August 1890 wurde die Gesellschaft verstaatlicht. Infrastruktur und Fahrzeuge gehörten fortan zum Netz der ungarischen Staatsbahn Magyar Államvasutak (MÁV).

## Strecken
- Szerencs–Máramarossziget (243,1 km)
- Debrecen–Királyháza (150,4 km)
- Bátyú–Munkács (26,3 km)
- Nyíregyháza–Ungvár (93,9 km)
- Sátoraljaújhely–Kassa (66,6 km)

## Lokomotiven
| Dampflokomotiven der MÉKV | Dampflokomotiven der MÉKV | Dampflokomotiven der MÉKV | Dampflokomotiven der MÉKV | Dampflokomotiven der MÉKV | Dampflokomotiven der MÉKV | Dampflokomotiven der MÉKV | Dampflokomotiven der MÉKV | Dampflokomotiven der MÉKV | Dampflokomotiven der MÉKV                                |
| Kategorie                 | Nummer                    | Erster Name               | Anzahl                    | Hersteller                | Achsformel                | Baujahre                  | Herkunft                  | Verbleib                  | Bemerkungen                                              |
| ------------------------- | ------------------------- | ------------------------- | ------------------------- | ------------------------- | ------------------------- | ------------------------- | ------------------------- | ------------------------- | -------------------------------------------------------- |
| I                         | 1"–8"                     |                           | 8                         | Budapest                  | 2B n2                     | 1887                      |                           | MÁV Id                    |                                                          |
|                           | 1–21                      | BIHAR                     | 21                        | Wr. Neustadt              | 1B n2                     | 1870–1873                 |                           | MÁV II                    |                                                          |
|                           | 50–73                     | MÁRAMAROS                 | 24                        | Wr. Neustadt              | C n2                      | 1869–1872                 |                           | MÁV III                   |                                                          |
|                           | 101–105                   |                           | 5                         |                           | C n2                      | 1885                      |                           | MÁV IIIe                  |                                                          |
|                           | 200–208                   |                           | 9                         |                           | C n2                      | 1875                      |                           | MÁV V                     |                                                          |
|                           | 300–301                   |                           | 2                         | Budapest                  | B n2t                     | 1884                      |                           | MÁV X                     | 1889 verkauft an Popradtalbahn, 1893 als Reihe X an KsOd |
| XII                       | 400–401                   |                           | 2                         |                           | C n2t                     | 1886–1890                 |                           | MÁV XII                   |                                                          |